# Parkraemeria
Parkraemeria is een monotypisch geslacht van straalvinnige vissen uit de familie van grondels (Gobiidae).

## Soort
- Parkraemeria ornata Whitley, 1951